# Robotron

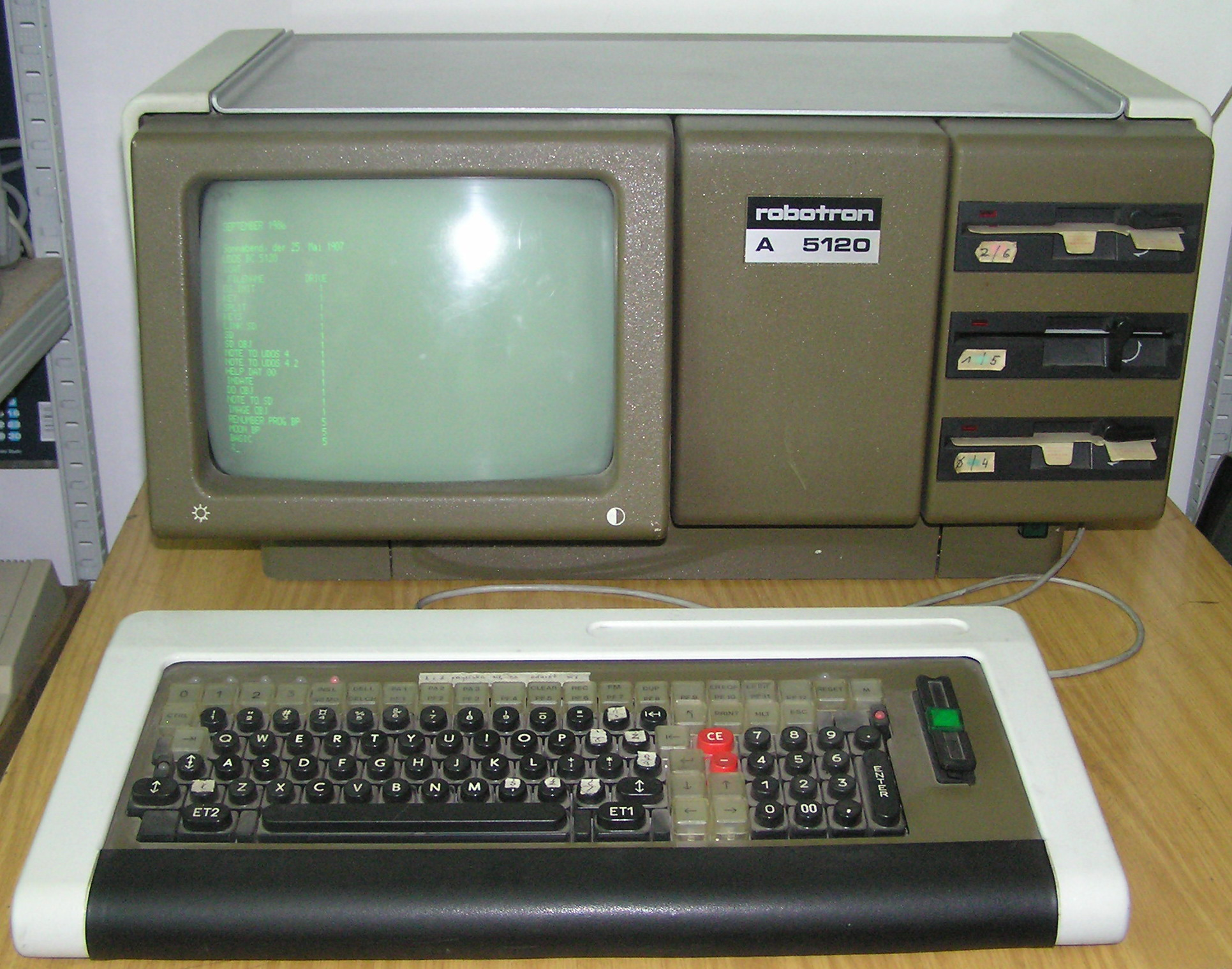
Robotron A5120 wraz z systemem operacyjnym UDOS

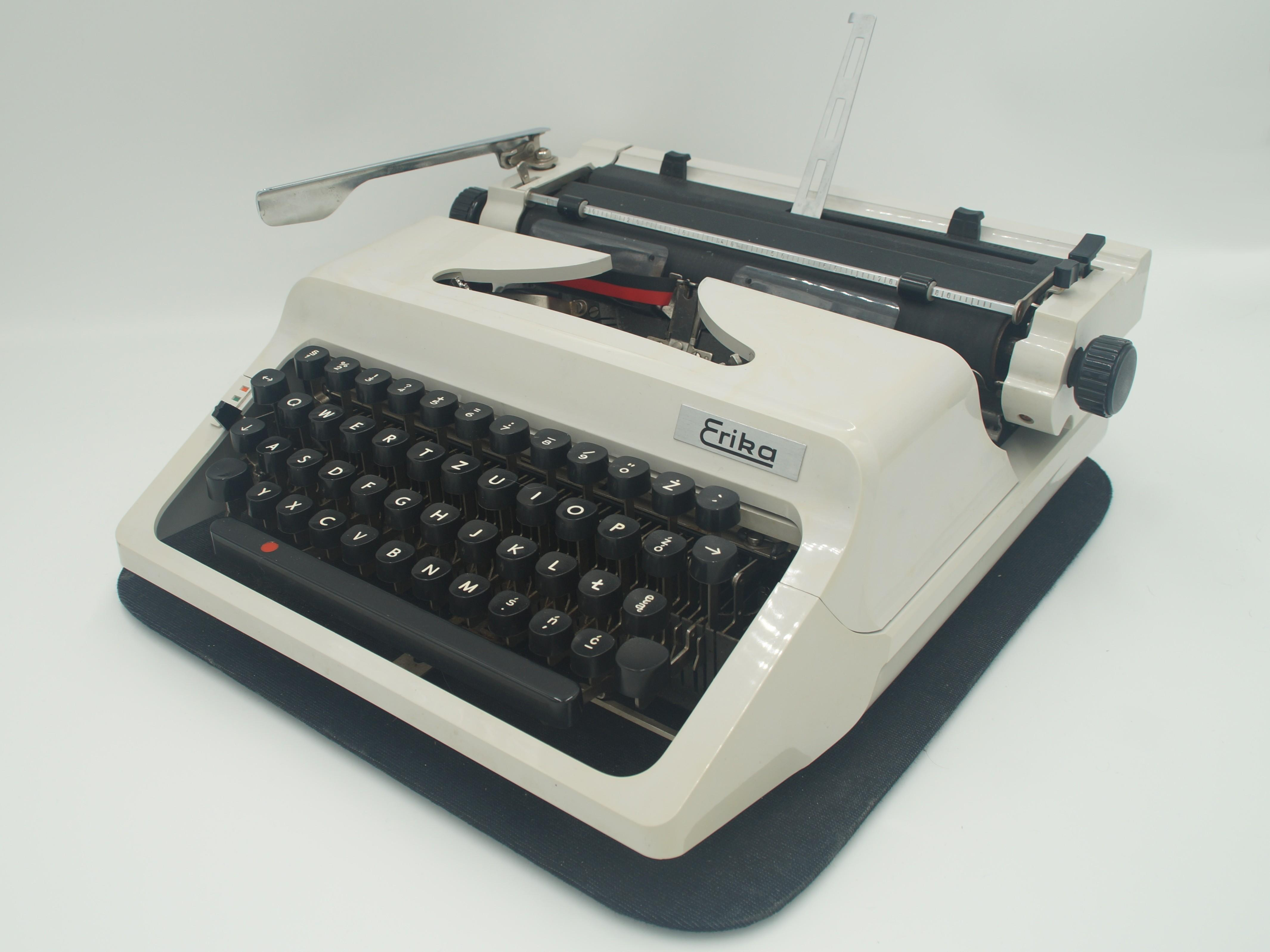
Przenośna maszyna do pisania Erika 50

VEB Kombinat Robotron – największe przedsiębiorstwo elektroniczne w NRD z siedzibą w Dreźnie. Zatrudniało 30 tys. pracowników.
Przedsiębiorstwo produkowało odbiorniki telewizyjne, komputery osobiste, minikomputery SM EVM, systemy mainframe ESER Jednolitego Systemu (Einheitliches System Elektronischer Rechentechnik), a także rozmaite urządzenia peryferyjne.
Robotron zarządzał następującymi oddziałami:
- VEB Robotron-Elektronik Dresden (główna siedziba) – maszyny do pisania, komputery osobiste, minikomputery, systemy mainframe
- VEB Robotron-Meßelektronik Dresden – pomiar oraz testowanie urządzeń, komputery domowe
- VEB Robotron-Projekt Dresden – wydział oprogramowania
- VEB Robotron-Buchungsmaschinenwerk Karl-Marx-Stadt – komputery osobiste, stacje dyskietek, elektroniczne maszyny do pisania
- VEB Robotron-Elektronik Hoyerswerda – monitory, zasilacze
- VEB Robotron-Elektronik Radeberg – odbiorniki radiowe, przenośne telewizory
- VEB Robotron-Vertrieb Berlin, Berlin i Erfurt – dział sprzedaży
- VEB Robotron-Elektronik Zella-Mehlis – terminale komputerowe, dyski twarde
- VEB Robotron-Büromaschinenwerk Sömmerda – komputery osobiste oraz drukarki
- VEB Robotron Elektronik Riesa – obwody drukowane

Drukarki produkcji Robotron sprzedawane były w RFN pod markami „Soemtron” oraz „Präsident”. Tamtejszy oddział przedsiębiorstwa Commodore wykorzystywał niektóre elementy do konstrukcji własnych urządzeń. W NRD drukarki Epson sprzedawano pod marką Robotron (choć dane techniczne zamieszczone na spodzie obudowy zawierały logo Epson).
30 czerwca 1990 kombinat Robotron został zlikwidowany, oddziały natomiast przekształcono w spółki. W latach 90. podmioty te zostały sprzedane (m.in. Siemens Nixdorf) lub też zlikwidowane. 23 sierpnia 1990, tuż przed zjednoczeniem Niemiec, powołana została do życia spółka Robotron Datenbank-Software GmbH.